# Tour de Calafuria
La Tour de Calafuria (en italien : Torre di Calafuria), est une tour de guet datant du XVIe siècle située à Livourne, le long de la côte entre le quartier d'Antignano et le hameau de Quercianella (it), dans la province de Livourne en Toscane.

## Historique
Entre la fin du XVIe et le début du XVIIe siècle, la défense de la ville de Livourne fut confiée au puissant système de fortifications construit autour de la ville (le Fosso Reale, la Fortezza Vecchia et la Fortezza Nuova) et à une série de tours, de postes de guet et d'avant-postes militaires situés le long de la côte et à l'intérieur des terres.
En procédant du nord au sud, il y avait en effet les tours de Porto Pisano (Tour de Magnale), la tour du Marzocco, celle du Mulinaccio près du lazaret de San Rocco, le fort Cavalleggeri (où s'ouvre aujourd'hui la Terrazza Mascagni (it)), la tour d'Ardenza, la tour de Villa Conti, celle de Campo al Lupo (disparue) et de Montenero, le château d'Antignano et enfin, le long de la petite partie de la côte d'Il Romito, les tours de Maroccone ou del Diavolo (intégrées au château de Boccale), de Calafuria et de San Salvatore (actuel château Sonnino). La présence de trois tours dans la zone d'Il Romito peut être attribuée au caractère particulièrement accidenté de la côte : en effet, depuis chaque tour, il fallait pouvoir voir celle adjacente de manière à transmettre, au moyen de feux, tous les signaux d'alarme jusqu'à la ville.
La tour de Calafuria faisait donc partie d'un système défensif complexe qui s'étendait de Livourne le long de la côte sud de sa province actuelle. Sa construction remonte au XVIe siècle et plus tard, une fois ses fonctions purement défensives terminées, elle fut utilisée par la Garde des finances pour contrôler la côte. Pour cette raison, elle a également été restaurée au début du XXe siècle avec la reconstruction du toit et de la galerie périphérique au sommet, tandis qu'à proximité, le majestueux pont du chemin de fer tyrrhénien a été construit sur les gorges de la Calafuria.

## Description
La tour de Calafuria, également connue sous le nom de tour Mattaccini, s'élève le long de la Via Aurelia, à proximité du pont moderne en béton armé construit après la guerre, à côté de celui de la Ferrovia Tirrenica (it).
Le bâtiment a un plan carré, avec un corps mesurant près de 8 m de côté soutenu par un grand mur d'escarpement ; l'accès est situé au-dessus de cette puissante base. La tour, haute d'environ 20 m, est fermée par un balcon en saillie et un toit à quatre versants.

## Galerie

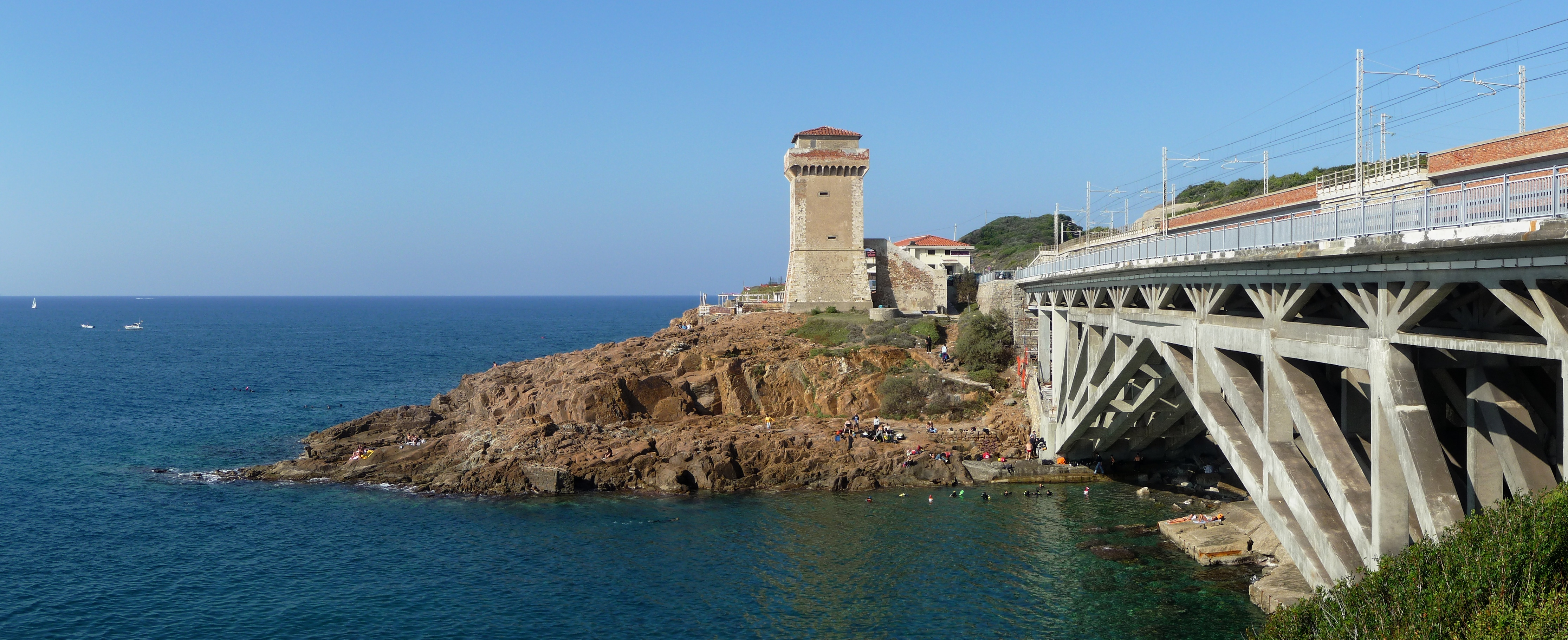
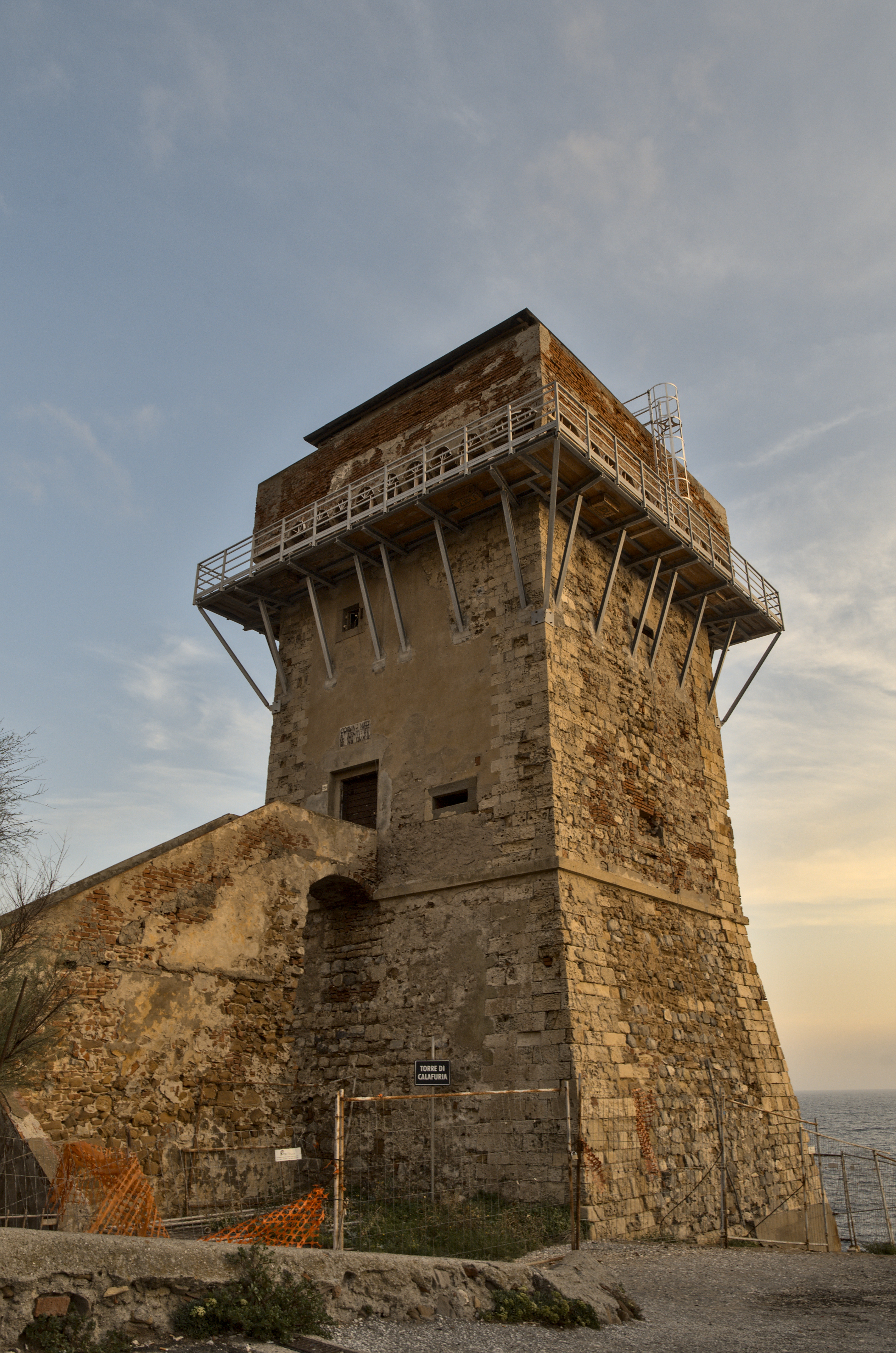